# 蒙迪爾法利
蒙迪爾法利，（英:Mundilfari）。是北歐神話中的一個巨人，名字的意思是「時間轉動者」（the one moving according to particular times）或有「轉動者」（The Turner）之意。
他有一個女兒叫蘇爾（Sol）和一個兒子叫瑪尼（Mani）。蘇爾和瑪尼這兩個孩子長得很漂亮，蒙迪爾法利因此到處誇耀。諸神聽了不高興，就將他的兩個孩子送上天空，蘇爾駕駛著日車，成為太陽神，瑪尼駕駛著月車，成為月神。